# The Driver Era
The Driver Era (estilizado como THE DRIVER ERΛ) es un dúo estadounidense de rock alternativo compuesto por los hermanos Ross y Rocky Lynch. Han lanzado 3 álbumes de estudio, X, Girlfriend y Summer Mixtape.

## Historia

### Formación y primeros lanzamientos
El 11 de marzo de 2018, los miembros del grupo R5 deciden publicar el anuncio del hiatus del grupo para dar paso a un nuevo proyecto, The Driver Era, que estaría compuesto solo por Ross Lynch y Rocky Lynch. 
También lanzaron el anuncio de su primer sencillo como dúo, llamado Preacher Man, que se lanzó el 16 de marzo de 2018.
El 16 de marzo de 2018, The Driver Era presenta su primer sencillo Preacher Man seguido de un videoclip. El 25 de mayo de 2018, la banda presenta dos remezclas del sencillo Preacher Man. El 24 de agosto de 2018, presentó su nuevo tema Afterglow en su página web. El 26 de octubre de 2018, el grupo presenta el primer sencillo cantado íntegramente por Rocky Lynch, Low. El 29 de marzo de 2019, presentó Feel You Now, sencillo de su álbum debut llamado X. El 26 de abril de 2019, reveló Welcome to the End of Your Life. 
La banda presentó el videoclip de Low el 13 de junio de 2019 y anunció el lanzamiento de su álbum debut X, que salió a la venta el 28 de junio de 2019. El 18 de octubre de 2019, la banda anunció en Instagram y Twitter sus nuevos sencillos, ambos con videos oficiales, titulados A Kiss y Forever Always, lanzados el 25 de octubre. El 10 de enero de 2020 lanzaron remixes de su álbum X. El 2 de abril de 2020 lanzaron dos sencillos, OMG Plz Don't Come Around y Flashdrive. El 15 de junio lanzaron un remix de Smallpools de OMG Plz Don´t Come Around, y remixaron un tema de ellos también. El 10 de julio de 2020 lanzaron Take Me Away, un single con video oficial. El 3 de agosto de 2020 publicaron su single Places, con video oficial. El 25 de septiembre de 2020 publicaron Fade, single que cuenta con video oficial. El 9 de julio de 2021 lanzaron su sencillo Heaven Angel, con su video oficial. Todos sus videoclips y canciones son de su autoría y producción, con colaboración de integrantes de su familia y amigos. No se limita a un género musical, sino que fluyen con la música que los inspira y conmueve, trayendo sonidos innovadores y diferentes.
El 11 de agosto de 2021 anunciaron que su segundo álbum, Girlfriend, que fue lanzado el 15 de octubre del mismo año, contando con sencillos como Heart of mine, #1 Fan, When you need a man, entre otros

## Biografía
Ambos hermanos, Ross y Rocky Lynch, pertenecieron al grupo R5; otro grupo que estuvo compuesto por ellos y el resto de sus hermanos, hasta que en 2018 anunciaron su hiatus.
Años antes, mientras el grupo R5 seguía activo, Ross Lynch (actual integrante de The Driver Era), se dedicaba a su vez a la actuación, así pues, desde 2010 apareció en diversas películas y series con papeles mayoritariamente secundarios y bastante breves, pero gracias a ello, en 2017 logró catalogarse como “Actor joven en Ascenso”. Su éxito como actor ha sido tan grande que ha conseguido papeles como protagonista en diferentes series y películas de gran notoriedad y con una alta audiencia; algunos ejemplos de dichos papeles son los siguientes: The Chilling Adventures of Sabrina, Teen Beach Movie, Austin & Ally, etc.
Ross Lynch es el cuarto de los cinco hermanos Lynch, nació y creció en Colorado, y, juntos a sus hermanos recibió una educación en casa a partir del cuarto grado. Además de cantar, Ross puede tocar el piano, la batería, el bajo, el ukelele y una larga serie de otros instrumentos musicales. A principios de 2011, fue elegido para formar parte de una serie original de Disney Channel, y debido a la popularidad que esta tuvo, aparte de renovarla para otras posteriores temporadas, fue contratado para otras películas y series de Disney Channel.
Rocky Lynch, también integrante del grupo R5, es el tercer de los hermanos Lynch, al igual que sus otros hermanos, Rocky siempre mostró un gran interés por la música y por los instrumentos musicales, tanto, que el mismo fue quién enseñó a Ross a tocar la guitarra (su instrumento predilecto) y es el principal productor de The Driver Era.
La familia Lynch se mudó a Los Ángeles en 2007, donde un par de años más tarde, en 2009 los hermanos Lynch formarían el grupo R5 junto a un buen amigo suyo.

## Miembros del grupo
Miembros actuales
- Ross Lynch (2018-): voz solista, guitarra rítmica
- Rocky Lynch (2018-): guitarra líder, voz

Miembros en gira
- Riker Lynch (2018-presente): bajo, coros
- Rydel Lynch (2018-2022): teclados, coros
- Ellington Ratliff (2018-2020, 2022, 2024-presente): batería (2018-2020, 2022), percusiones, teclados, coros (2024-presente)
- Chase G. Meyer (2020-2021): batería, percusiones
- Dave Briggs (2022-presente): batería
- Garrison Jones (2022-presente): teclados, coros
- Brigitte Guitart (2023-presente): directora musical

## Discografía
La discografía de The Driver Era incluye tres álbumes de estudio, cuatro EP, dieciséis sencillos y catorce videos musicales. 
| Título         | Detalles |
| -------------- | --- |
| X              | - Lanzamiento: 28 de junio de 2019. - Formatos: Descarga digital, streaming - Discográfica: BMG                               |
| Girlfriend     | - Lanzamiento: 15 de octubre de 2021 - Formatos: CD, LP, descarga digital, streaming - Discográfica: BMG                      |
| Summer Mixtape | - Lanzamiento: 16 de septiembre de 2022 - Formatos: CD, LP, cassette, descarga digital, streaming - Discográfica: TOO Records |

### EP
| Título                                 | Detalles                                                                        |
| -------------------------------------- | ------------------------------------------------------------------------------- |
| Preacher Man Remixes                   | - Lanzamiento: 25 de mayo de 2018. - Formatos: descarga digital - Sello: BMG    |
| A Kiss / Forever Always                | - Lanzamiento: 25 de octubre de 2019. - Formatos: descarga digital - Sello: BMG |
| Some Remixes of X                      | - Lanzamiento: 10 de enero de 2020. - Formatos: descarga digital - Sello: BMG   |
| OMG Plz Don’t Come Around / Flashdrive | - Lanzamiento: 2 de abril de 2020. - Formatos: descarga digital - Sello: BMG    |

### Sencillos
| Título                                | Año  | Álbum          |
| ------------------------------------- | ---- | -------------- |
| Preacher Man                          | 2018 | X              |
| Afterglow                             | 2018 | X              |
| Low                                   | 2018 | X              |
| Feel You Now                          | 2019 | X              |
| Welcome to the End of Your Life       | 2019 | X              |
| A Kiss                                | 2019 | Girlfriend     |
| Forever Always                        | 2019 | Girlfriend     |
| OMG Plz Don't Come Around             | 2020 | Girlfriend     |
| Flashdrive                            | 2020 | Girlfriend     |
| Take Me Away                          | 2020 | Girlfriend     |
| Places                                | 2020 | Girlfriend     |
| Fade                                  | 2020 | Girlfriend     |
| Heaven Angel                          | 2021 | Girlfriend     |
| #1 Fan                                | 2021 | Girlfriend     |
| Keep Moving Forward (con Nikka Costa) | 2022 | Summer Mixtape |
| Malibu                                | 2022 | Summer Mixtape |

#### Sencillos promocionales
| Título                     | Año  | Álbum      |
| -------------------------- | ---- | ---------- |
| Nobody Knows               | 2019 | X          |
| Leave Me Feeling Confident | 2021 | Girlfriend |

#### Otras apariciones
| Título                        | Año  | Álbum         |
| ----------------------------- | ---- | ------------- |
| Cool Girl (con New Beat Fund) | 2018 | Chillantrophy |

### Videoclips
| Título                            | Año  | Director(es)                                           | Ref.   |
| --------------------------------- | ---- | ------------------------------------------------------ | ------ |
| «Preacher Man»                    | 2018 |                                                        | [ 16 ] |
| «Feel You Now»                    | 2019 | Gordy De St. Jeor                                      | [ 17 ] |
| «Welcome to the End of Your Life» | 2019 | Stefano Bertelli                                       | [ 18 ] |
| «Low»                             | 2019 | Ross Lynch & Gordy De St. Jeor                         | [ 19 ] |
| «Forever Always»                  | 2019 | Gordy Destjeor, Ryland Lynch, Ross Lynch & Rocky Lynch | [ 20 ] |
| «A Kiss»                          | 2019 | Ross Lynch, Ryland Lynch & Gordy De St. Jeor           | [ 21 ] |
| «Take Me Away»                    | 2020 | Gordy De St. Jeor                                      | [ 22 ] |
| «Places»                          | 2020 | Ross Lynch & Gordy Destjeor                            | [ 23 ] |
| «Fade»                            | 2020 | Amber Robb (Edición)                                   | [ 24 ] |
| «Heaven Angel»                    | 2021 | Gordy De St. Jeor & Ross Lynch                         | [ 25 ] |
| «#1 Fan»                          | 2021 | Rocky & Ross Lynch                                     | [ 26 ] |
| «Heart of Mine»                   | 2021 | Riker Lynch                                            | [ 27 ] |
| «Keep Moving Forward»             | 2022 | Tate Warner                                            | [ 28 ] |
| «Malibu»                          | 2022 | Tate Warner                                            | [ 29 ] |
| «Rumors»                          | 2023 | Gordy De St. Jeor                                      | [ 30 ] |